# Bando sopra la nuova divisione, e riforma de' Confini delle Contrade della Città di Siena
Il Bando sopra la nuova divisione, e riforma de' Confini delle Contrade della Città di Siena, anche noto come "Bando di Violante di Baviera", è un editto redatto da Violante Beatrice di Baviera a Siena, promulgato dalla Balìa il 7 gennaio 1730.
Il Bando fissò definitivamente i confini delle diciassette Contrade di Siena, così da porre fine in maniera definitiva alle numerose e frequenti liti territoriali che insorgevano fra i contradaioli. Fino ad allora, infatti, non esistevano norme che disciplinassero i limiti territoriali delle Contrade.

## Storia
L'anno di entrata in vigore del Bando è volte indicato come 1729. La confusione si deve al fatto che all'epoca a Siena veniva adottato il calendario senese "ab Incarnatione Domini", secondo il quale l'anno civile aveva inizio il 25 marzo. Il Bando fu promulgato dalla Balìa il 7 gennaio 1730, e pubblicato "per tutti i soliti luoghi in Siena" il 14 gennaio 1730: considerando il calendario senese, queste due date ricadevano però nell'anno 1729, come indicato nel documento originale.
Sempre il 14 gennaio 1730, il pubblico banditore Gaetano Santini lesse pubblicamente il testo, dopo il consueto suono della tromba. Il Bando venne inoltre stampato e distribuito a tutte le Contrade.
L'editto determina ancora oggi la suddivisione delle diciassette Contrade in cui è suddiviso il centro storico della città toscana di Siena.